# Hochbunker Münsterstraße
Der Hochbunker Obere Münsterstraße war ein Luftschutzbunker in Castrop, einem Stadtteil von Castrop-Rauxel. Er sollte die Bevölkerung im Luftkrieg im Ruhrgebiet (1939–1945) schützen.
Der Bunker wurde in der Zeit von August 1941 bis Ende 1942 gebaut. Er zählte verwaltungstechnisch zum „Luftschutzort Bochum, Luftschutzabschnitt 3“. Er war 40 m hoch, hatte 13 Obergeschosse und war für 1000 Menschen ausgelegt.
Nach dem Zweiten Weltkrieg wurde er zivil genutzt. Der Bunker wurde am 24. Mai 1975 gesprengt, um dem Altstadtring Platz zu schaffen.